# Shigeru Kan-no
Shigeru Kan-no (jap. 菅野 茂 Kan-no Shigeru) (3 de maio de 1959, Fukushima, Japão) é um maestro e compositor japonês.
Estudou em Fukushima, em Tokyo, em Viena, em Estugarda, em Ludwigsburg e em Francoforte com Shimazu, Nishimura, Österreicher, Bernstein, Lachenmann, Rilling e Zender. Especialista em teoria, piano, composição, condução de orquestra e musicologia.